# پیر فیلیپون
پیر فیلیپون (انگلیسی: Pierre Phelipon؛ زادهٔ ۵ فوریهٔ ۱۹۳۵) بازیکن فوتبال اهل فرانسه است.
از باشگاه‌هایی که در آن بازی کرده‌است می‌توان به باشگاه فوتبال بوردو و باشگاه فوتبال پاری سن ژرمن اشاره کرد.